# 1-й гвардейский механизированный корпус
1-й гвардейский механизированный Венский орденов Ленина и Кутузова корпус — тактическое соединение (механизированный корпус) бронетанковых и механизированных войск РККА, в годы Великой Отечественной войны.
Условное наименование — войсковая часть полевая почта (в/ч пп) № 35695.
Сокращённое наименование — 1 гв. мк.

## История
1-й гвардейский механизированный корпус начал своё сформирование на основании приказа НКО № 00220 от 22 октября 1942 года и директивы ПривВО № орг/17677 от 26 октября 1942 года, на базе 1-й гвардейской стрелковой ордена Ленина дивизии. Формирование корпуса шло в районе Аткарск — Татищево в Приволжском военном округе с 1 по 10 ноября 1942 года. В его состав вошли 1-я, 2-я, 3-я гвардейские механизированные бригады, 16-й и 17-й гвардейские танковые полки, 116-й гвардейский артиллерийский полк и др. части.
|                                          | Т-34 (всего/на ходу) | Т-70  | БА-64 |
| ---------------------------------------- | -------------------- | ----- | ----- |
| 1-я гвардейская механизированная бригада | 19/15                | 16/14 | 12    |
| 2-я гвардейская механизированная бригада | 23/19                | 10/9  | 12    |
| 3-я гвардейская механизированная бригада | 23/21                | 9/9   | 12    |
| 16-й гвардейский танковый полк           | 13/9                 | 13/12 |       |
| 17-й гвардейский танковый полк           | 23/20                | —     | 3/1   |

17 декабря 1942 года корпус в составе войск 3-й гвардейской армии Юго-Западного фронта участвовал в прорыве оборонительной полосы немецких войск в районе среднего течения Дона у села Астахов. После прорыва тактической зоны обороны в образовавшуюся брешь устремились главные силы корпуса с задачей развития наступления. Особенно отличился в этих боях 17-й гвардейский танковый полк, командир которого гвардии подполковник Т. С. Позолотин при преследовании искусно организовал обход отходящего противника и засаду на пути его отступления. Использовав фактор внезапности, полк огнём и стремительной атакой уничтожил численно превосходящие силы немецких войск. За этот подвиг Т. С. Позолотин был удостоен звания Героя Советского Союза, а многие офицеры, сержанты и солдаты награждены орденами и медалями.

### Танковая колонна «Воронежский колхозник»
В конце апреля 1943 года в состав корпуса были включены 8 Т-34 из танковой колонны «Воронежский колхозник». Колонну из восьми боевых машин воронежские хлеборобы приобрели на личные сбережения. Среди членов делегации были и инициаторы сбора средств на танковую колонну: колхозники села Манино Калачеевского района Е. Ф. Крамарев и М. И. Белоглядова. Каждый из них на свои деньги приобрёл по танку. На башнях двух машин были надписи: «Крамарев Ераст Фёдорович» и «Белоглядова Марфа Ивановна». При распределении танков по подразделениям машина Е. Ф. Крамарева была вручена экипажу гвардии лейтенанта Лысенко. Боевая машина, приобретённая на средства Марфы Ивановны Белоглядовой, была вручена экипажу командира 2-й танковой роты 2-й гв. механизированной бригады старшему лейтенанту М. В. Власенко.
В январе — феврале и летом 1943 года соединения корпуса в составе войск Юго-Западного фронта действовали в Донбассе, а осенью 1943 вели наступательные бои на запорожском направлении, в ходе которых участвовали в освобождении города Запорожье (14 октября 1943 года). В результате боев корпус понес большие потери, был выведен в резерв Ставки ВГК (10 ноября 1943 года) и направлен в Харьковский танковый военный лагерь на доукомплектование. В составе Харьковского военного округа корпус находился до конца ноября 1944 года, занимаясь боевой подготовкой.
После более чем годового отсутствия в Действующей армии, 8 декабря 1944 года корпус в составе войск 3-го Украинского фронта был введён в бой юго-западнее Будапешта. В боях по разгрому будапештской группировки противника проявил себя хорошо, при отражении контрнаступления немецких войск в районе озера Балатон (9 — 13 марта 1945 года) находился в оперативном подчинении 27 армии. За образцовое выполнение заданий командования при овладении городом Будапешт корпус был награждён орденом Кутузова 2-й степени (5 апреля 1945 года).
В боях за Вену (16 марта — 15 апреля 1945 года) корпусу впервые пришлось сражаться в условиях сильно укреплённого крупного европейского города. Отступая, противник взорвал все мосты через Дунай, за исключением одного, по которому отходили его арьергардные части. Мост был заминирован. Спасти эту единственную переправу поручили разведчикам и сапёрам 2-й гвардейской механизированной бригады корпуса. За образцовое выполнение этой задачи рядовые Н. Д. Борисов, А. М. Золкин, Г. М. Москальчук, старшие сержанты А. М. Кульнев и М. О. Ластовский, старшина Ф. И. Минин были удостоены звания Героя Советского Союза.
За отличия в боях за Вену корпусу было присвоено почётное наименование Венского (17 мая 1945 года). Боевые действия корпус завершил участием в Грацко-Амштеттенской наступательной операции в предгорьях Австрийских Альп.
В июне 1945 года 1-й гвардейский механизированный корпус вошёл в состав Южной группы войск. В августе 1945 года корпус был выведен на территорию СССР и преобразован в 1-ю гвардейскую механизированную дивизию. Осенью 1945 года дивизия была передислоцирована на территорию Ирана, в город Мераге и включена в состав 4-й общевойсковой армии.
Весной 1946 года 1-я гвардейская механизированная дивизия была выведена, в составе 4-й общевойсковой армии, из Ирана на территорию Азербайджана, Закавказский военный округ. Летом 1956 года дивизия была передана из состава 4-й общевойсковой армии в состав 31-го Особого стрелкового корпуса и переведена в город Тбилиси.
В 1957 году 1-я гвардейская механизированная дивизия переформирована во 2-ю гвардейскую мотострелковую дивизию (в/ч 35695), с 4 мая 1962 года — 2-я гвардейская учебная мотострелковая дивизия, с 17 ноября 1964 года — 16-я гвардейская учебная мотострелковая дивизия, 3 ноября 1967 года дивизии возвращён номер её предшественницы — 100-я гвардейская учебная мотострелковая дивизия.
7 сентября 1985 года дивизии было присвоено имя генерал-лейтенанта И. Н. Руссиянова. С 1987 года дивизия стала называться — 171-й гвардейский окружной учебный центр (в/ч 35695).
После распада СССР, боевое знамя дивизии награды и формуляр были переданы в 49-ю учебную танковую дивизию (в/ч 30672), она же 212-й гвардейский окружной учебный Венский орденов Ленина и Кутузова центр подготовки младших специалистов имени генерал-лейтенанта И. Н. Руссиянова, город Чита.

### В составе действующей армии
В составе действующей армии:
- с 05.11.1942 по 08.11.1943 года
- с 22.12.1944 по 09.05.1945 года — находился в составе 3-го Украинского фронта и оперативном подчинении 4-й гвардейской, 27-й общевойсковой армий.

## Состав корпуса

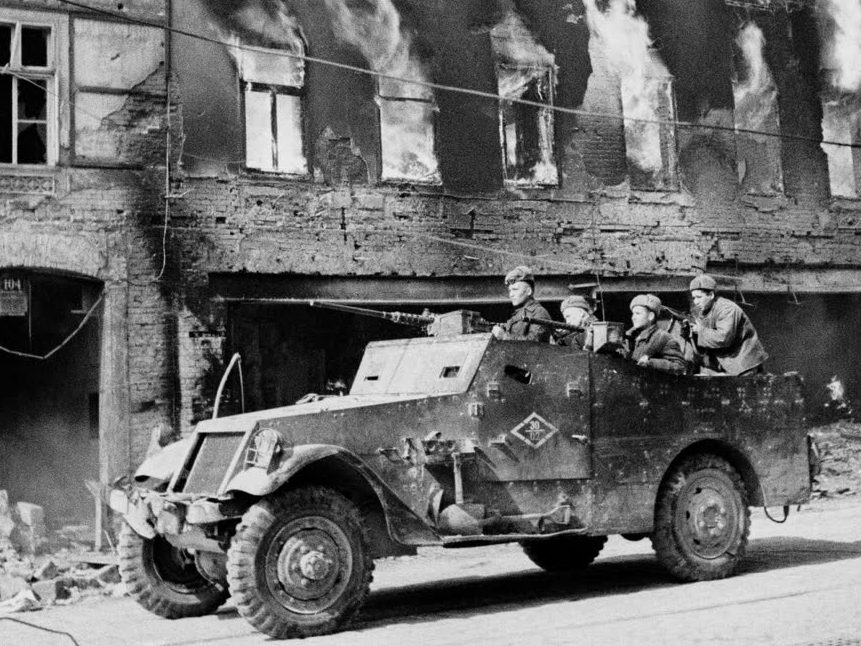
Разведчики 1-го гвардейского
механизированного корпуса.
Вена 1945 год

- 1-я гвардейская механизированная Венская Краснознамённая ордена Суворова бригада[9]
  - 18-й гвардейский танковый ордена Александра Невского полк
- 2-я гвардейская механизированная орденов Суворова и Кутузова бригада
  - 19-й гвардейский танковый ордена Александра Невского полк
- 3-я гвардейская механизированная ордена Ленина бригада
  - 20-й гвардейский танковый Запорожский ордена Александра Невского полк[10]
- 17-й отдельный гвардейский танковый полк (до июля 1943 года)[11]
- 16-й отдельный гвардейский танковый полк (до сентября 1943 года)[11]
- 9-я гвардейская танковая Запорожская ордена Суворова бригада (с 1 августа 1943 года)[10][11]
- 382-й гвардейский самоходно-артиллерийский ордена Суворова полк
- 1821-й самоходно-артиллерийский Пражский ордена Суворова полк[12]
- 1453-й самоходно-артиллерийский Рижский ордена Суворова полк[13]
- 116-й артиллерийский полк (сначала не было, с января 1943 года)[11]
- 267-й миномётный полк
- 52-й отдельный гвардейский истребительно-противотанковый дивизион (с января до июня 1943)[11]
- 1504-й гвардейский истребительно-противотанковый полк (с июня 1943)[11]
- 1699-й зенитный артиллерийский орденов Кутузова и Александра Невского полк, с августа 1943 года[11]
- 377-й гвардейский тяжёлый самоходно-артиллерийский Запорожский[10] ордена Красной Звезды полк, с августа 1943 года[14]
- 407-й отдельный гвардейский миномётный дивизион М-13, с января 1943 года[11]
- Батарея управления начальника артиллерии
- 11-й отдельный гвардейский мотоциклетный ордена Александра Невского батальон, с июня 1943 года[11]
- 60-й отдельный гвардейский пулемётный батальон
- Гвардейский учебный батальон

Корпусные части:
- 75-й отдельный гвардейский батальон связи
- 54-й отдельный гвардейский сапёрный ордена Красной Звезды[15] батальон
- 40-й отдельный ремонтно-восстановительный батальон (19.01.1945 — Переформирован в 551-ю ПТРБ и 552-ю ПАРБ)
- 551-я полевая танкоремонтная база, с 19.01.1945
- 552-я полевая авторемонтная база, с 19.01.1945
- 51-я отдельная гвардейская рота химической защиты
- 3-я отдельная автотранспортная рота подвоза ГСМ, с 08.02.1944 — 114-я отдельная автотранспортная рота подвоза ГСМ, с 20.04.1945 — 809-я отдельная автотранспортная рота подвоза ГСМ
- Авиационное звено связи, с 07.05.1943
- 4-й полевой автохлебозавод
- 1237-я полевая касса Госбанка
- 2343-я военно-почтовая станция

## Командование корпуса

### Командир корпуса
- Руссиянов, Иван Никитич (02.11.1942 — 09.05.1945), гвардии генерал-майор, гвардии генерал-лейтенант[16];
- Денисов, Сергей Иванович (18.03.1943 — 26.04.1943), исполняющий должность командира корпуса, гвардии генерал-майор танковых войск;
- Креславский, Михаил Менделевич (06.1945 — 08.1945), гвардии полковник (ВРИД)

### Заместители командира по строевой части
- Денисов Сергей Иванович (11.1942 —), гвардии генерал-майор танковых войск;
- Лозанович, Леонид Николаевич (11.1944 — 12.1944), гвардии полковник;
- Егоров Александр Васильевич (09.1943 —), гвардии полковник;
- Баскаков, Владимир Николаевич (05.1944 — 09.1944), гвардии полковник, гвардии генерал-майор танковых войск;
- Шапошников, Матвей Кузьмич (09.11.1944 — ??.02.1946), гвардии генерал-майор танковых войск
- Мохин, Иван Васильевич (??.12.1946 — ??.06.1950), гвардии генерал-майор

### Заместители командира по политической части
- Филяшкин, Кирилл Иванович (22.10.1942 — 18.03.1944), гвардии полковой комиссар, гвардии полковник;
- Гаврилов Алексей Михайлович (18.03.1944 — 20.09.1945), гвардии полковник[17]

### Начальники штаба корпуса
- Кузенный, Алексей Авксентьевич (02.11.1942 — 04.1943), гвардии полковник;
- Марков, Пётр Алексеевич (07.04.1943 — 11.03.1944), гвардии полковник, гвардии генерал-майор танковых войск;
- Креславский Михаил Менделевич (03.1944 — 06.1945), гвардии полковник[18];
- Чернышев Фёдор Григорьевич (06.1945 — 08.1945), гвардии полковник (ВРИД)

## Подчинение
| Дата            | Фронт (округ)             | Армия                 |
| --------------- | ------------------------- | --------------------- |
| 01.11.1942 года | Приволжский военный округ |                       |
| 01.12.1942 года | Юго-Западный фронт        | 1-я гвардейская армия |
| 01.01.1943 года | Юго-Западный фронт        | 3-я гвардейская армия |
| 01.03.1943 года | Юго-Западный фронт        | 1-я гвардейская армия |
| 01.04.1943 года | Юго-Западный фронт        |                       |
| 01.11.1943 года | 2-й Украинский фронт      |                       |
| 01.12.1943 года | Резерв Ставки ВГК         |                       |
| 01.05.1944 года | Харьковский военный округ |                       |
| 01.06.1944 года | Резерв Ставки ВГК         |                       |
| 01.07.1944 года | Харьковский военный округ |                       |
| 01.01.1945 года | 3-й Украинский фронт      |                       |

## Награды и почётные наименования
| Награда (наименование)          | Дата награждения                                                                      | За что получена |
| ------------------------------- | ------------------------------------------------------------------------------------- | --- |
| Почётное звание «Гвардейский»   | присвоено приказом Народного комиссара обороны СССР № 308 от 18-го сентября 1941 года | сформирован гвардейским на базе 1-й гвардейской стрелковой ордена Ленина дивизии |
| Почётное наименование «Венский» | присвоено приказом Верховного главнокомандующего № 085 от 17 мая 1945 года            | за отличия в боях при овладении городом Вена |
| Орден Ленина                    | награждён указом Президиума Верховного Совета СССР от 21 марта 1940 года              | за образцовое выполнение боевых заданий командования на фронте борьбы с финской белогвардейщиной и проявленные при этом доблесть и мужество (награда унаследована от 100-й стрелковой дивизии) |
| Орден Кутузова II степени       | награждён указом Президиума Верховного Совета СССР от 5 апреля 1945 года              | за образцовое выполнение боевых заданий командования на фронте борьбы с немецкими захватчиками при овладении городом Будапешт и проявленные при этом доблесть и мужество                       |

## Отличившиеся воины
Тысячи воинов корпуса были награждены орденами и медалями, более 20 из них присвоено звание Героя Советского Союза.
| Награда | Фамилия Имя Отчество            | Дата Указа | Должность                                                                                        | Звание                    | Примечания |
| ------- | ------------------------------- | ---------- | ------------------------------------------------------------------------------------------------ | ------------------------- | ---------- |
|         | Баранов, Василий Андреевич      | 29.06.1945 | командир 1-го мотострелкового батальона 1-й гвардейской механизированной бригады                 | гвардии капитан           | посмертно  |
|         | Бачурин, Фёдор Игнатьевич       | 29.06.1945 | командир танка 3-го танкового батальона 9-й гвардейской танковой бригады                         | гвардии лейтенант         |            |
|         | Борисов, Николай Денисович      | 29.06.1945 | автоматчик автоматного взвода разведроты 2-й гвардейской механизированной бригады                | гвардии красноармеец      |            |
|         | Войтенко, Иван Фёдорович        | 31.03.1943 | командир батареи 116-го гвардейского артиллерийского полка                                       | гвардии лейтенант         |            |
|         | Воронин, Павел Мартынович       | 29.06.1945 | командир танка М4-А2 18-го гвардейского танкового полка 1-й гвардейской механизированной бригады | гвардии старшина          |            |
|         | Золкин, Андрей Матвеевич        | 29.06.1945 | сапёр подрывник 54-го отдельного гвардейского сапёрного батальона                                | гвардии ефрейтор          |            |
|         | Кульнев, Андрей Митрофанович    | 29.06.1945 | командир взвода бронетранспортёров разведроты 2-й гвардейской механизированной бригады           | гвардии старший сержант   |            |
|         | Кудрявцев, Александр Сергеевич  | 15.05.1946 | командир танка 11-го гвардейского отдельного мотоциклетного батальона                            | гвардии лейтенант         | посмертно  |
|         | Ластовский, Максим Онуфриевич   | 29.06.1945 | помощник командира взвода 54-го отдельного гвардейского сапёрного батальона                      | гвардии старший сержант   |            |
|         | Минин, Фёдор Иванович           | 29.06.1945 | командир бронетранспортёра 2-й гвардейской механизированной бригады                              | гвардии старшина          |            |
|         | Москальчук, Григорий Мартынович | 29.06.1945 | пулемётчик бронетранспортёра 2-й гвардейской механизированной бригады                            | гвардии красноармеец      |            |
|         | Позолотин, Тимофей Семёнович    | 26.12.1942 | командир 17-го отдельного гвардейского танкового полка                                           | гвардии подполковник      |            |
|         | Сергеев, Николай Александрович  | 31.03.1943 | командир 20-го гвардейского танкового полка                                                      | гвардии майор             | посмертно  |
|         | Степашов, Иван Сергеевич        | 22.02.1944 | парторг 1-го мотострелкового батальона 2-й гвардейской механизированной бригады                  | гвардии старший лейтенант | посмертно  |
|         | Фокин, Григорий Николаевич      | 05.11.1942 | командир роты тяжёлых танков КВ-1 479-го танкового батальона 6-й танковой бригады                | гвардии старший лейтенант |            |